# 卡頓伍德 (內華達州)
卡頓伍德（英語：Cottonwood）是位於美國內華達州埃爾科縣的鬼鎮。

## 歷史
卡頓伍德的郵局於1869年設立，其後於翌年停運。

## 地理
卡頓伍德所處的海拔為高於海平面1628米（即5341英呎），而該地所採用的時區為UTC-8，即太平洋时区（PST）。同時該地設有夏令時間，為UTC-8調快一小時，即UTC-7（PDT）。